# Будённовец
Будённовец (баш. Буденновсы) — деревня в Бакалинском районе Башкортостана, относится к Михайловскому сельсовету.

## История
Название происходит от именования колхоза «Буденновец»

С 2005 современный статус.
Статус деревня, сельского населённого пункта, посёлок получил согласно Закону Республики Башкортостан от 20 июля 2005 года N 211-з «О внесении изменений в административно-территориальное устройство Республики Башкортостан в связи с образованием, объединением, упразднением и изменением статуса населенных пунктов, переносом административных центров», ст.1

6. Изменить статус следующих населенных пунктов, установив тип поселения — деревня…

7) в Бакалинском районе: 

а) поселка Буденновец Михайловского сельсовета

## География
Расстояние до:
- районного центра (Бакалы): 26 км,
- центра сельсовета (Михайловка): 4 км,
- ближайшей ж/д. станции (Туймазы): 101 км.

## Население
| 2002 | 2009 | 2010 |
| ---- | ---- | ---- |
| 65   | ↗69  | ↗71  |

Национальный состав
Согласно переписи 2002 года, преобладающая национальность — русские (65 %).